# 전거 통제

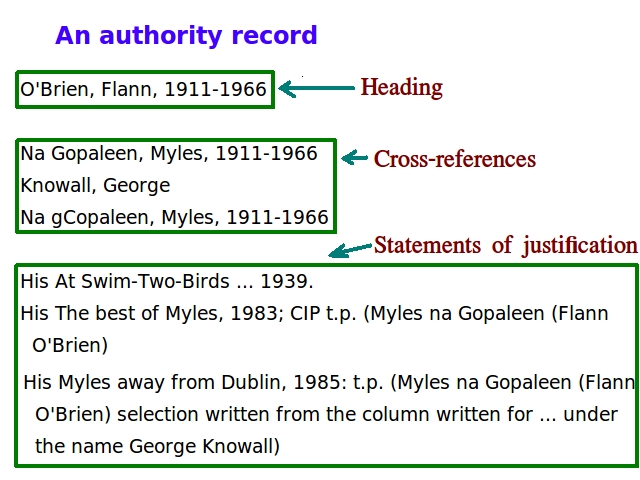

전거 통제(典據統制, authority control) 또는 전거 제어(典據制御)는 문헌정보학에서 도서 목록이나 서지 자료의 표목으로 사용되는 이름, 주제, 표제 등을 일관성 있게 채택하도록 관리하는 기법이다. 전거 통제의 전거는 사람, 장소, 물건 등의 이름이 "공인된", 다시 말해 하나의 형식으로 굳어진 것이라는 아이디어에서 따 온 것이다. 이러한 한가지에 하나의 이름을 부여하는 방식은 도서 목록에서 일관적으로 유지되며, 다른 목록 데이터와의 연계는 링크와 상호 참조를 통해 이루어진다. 각각의 주제는 범위와 영역에 대해 설명하고, 이러한 구성은 도서관이 전거 통제를 사용자 친화적으로 유지하는 데 도움을 준다.
카탈로그는 각각의 주제를 저자, 책, 시리즈, 혹은 기업에 할당하는데, 이것들은 고유하고 특정하며 동음이의적이지 않은 단어로써 같은 주제에 대한 모든 출처를, 다른 철자법이나 필명, 별명 등에 관계 없이 요약한다. 개별적인 헤더는 사용자에게 관련된 정보나 주제를 알려줄 수 있다. 전거 기록은 데이터베이스에 병합될 수 있고 그러한 데이터베이스는 ‘전거 파일’이라고 불린다.
이론적으로 전거 통제의 모든 정보는 개인 또는 기업 이름, 시리즈명, 제목, 통일 표제 등으로 추가할 수 있지만, 도서관 카탈로그는 일반적으로 저자 이름과 책 제목에 주력한다. 시간이 지나면 정보가 변경되고, 수정이 필요해진다. 특정한 관점에 따르면, 전거 통제는 완벽한 시스템이라기보다는 "구조화되고 정리된" 정보를 찾는 사용자를 위한 진행 중인 노력이다.

## 전거 통제의 이점
- 연구의 편의성. 전거 통제는 연구자가 특정한 주제에 대한 식별자를 더 적은 노력으로 얻을 수 있다. 적절하게 디자인된 디지털 카탈로그/데이터베이스는 연구자가 최소한의 쿼리를 통해 연구자가 요구한 이미 존재하는 용어나 개념을 찾을 수 있게 하여 시간을 절약한다.[12]
- 검색결과의 예측가능성 향상.[13] "And", "not", "or" 등의 키워드 검색 용어와 사용될 수 있다.[11] 이러한 기능은 특정한 검색어가 연관있는 응답을 보여줄 확률을 상승시킨다.[12]
- 기록의 일관성.[14][15][16]
- 정보의 조직과 구조화.[10]
- 카탈로그 제작자의 효율성 재고. 전거 통제는 특정한 주제를 연구하는 학자뿐만 아니라 카탈로그 제작자가 정보를 조직하는 데에도 도움이 된다. 카탈로그 제작자는 전거기록을 통해 어느 항목이 이미 분류되었는지 파악하여 새 항목 분류에 활용할 수 있으며, 이를 통해 불필요한 작업을 생략할 수 있다.[10][11]
- 도서관 자원의 극대화.[10]
- 카탈로그 관리의 편의성. 카탈로그 제작자가 오류를 파악하고 수정하는 것을 돕는다. 특정한 상황에서 소프트웨어가 자동화된 카탈로그 정리와 같은 카탈로그 관리를 편리하게 할 수 있도록 도와준다.[17] 이러한 작업은 창작자 뿐만 아니라 메타데이터의 사용자를 돕기도 한다.[12]
- 더 적은 오류. 오타 또는 오기로 발생하는 문제를 발견할 수 있도록 돕는다. 예를 들어 기계적인 수법을 통해 자주 발견되는 오타를 빠르게 수정할 수 있도록 할 수 있다.[9]

## 같이 보기
- 도서 분류법
  - 듀이 십진분류법
  - 미국의회도서관 분류법
- 온톨로지